# 顯文王
釋（？—前251年），是古朝鲜之箕子朝鲜的君主，子姓。东史年表认为在位於前290年至前251年，諡號顯文王（韓語：현문왕），後王位由兒子潤繼承。